# Fresne-lès-Reims
Fresne-lès-Reims era una comuna francesa situada en el departamento de Marne, de la región de Gran Este, que el 1 de enero de 2017 pasó a ser una comuna delegada de la comuna nueva de Bourgogne-Fresne al fusionarse con la comuna de Bourgogne.

## Demografía
| Gráfica de evolución demográfica de Fresne-lès-Reims entre 1800 y 2014 |
|                                                                        |

Los datos demográficos contemplados en este gráfico de la comuna de Fresne-lès-Reims se han cogido de 1800 a 1999 de la página francesa EHESS/Cassini, y los demás datos de la página del INSEE.